# Entre el amor y el deseo (álbum)
Entre el amor y el deseo es el nombre de un álbum de estudio grabado por el cantautor canario Braulio. Fue lanzado al mercado bajo el sello discográfico Sony Discos el 29 de septiembre de 1992. Él álbum fue producido por el propio artista junto a Ricardo Eddy Martínez y contiene 9 canciones de su propia autoría.

## Lista de canciones
Todas las canciones escritas y compuestas por Braulio. 
| Entre el amor y el deseo |                                   |                   |          |  |
| N.º                      | Título                            | Escritor(es)      | Duración |  |
| 1.                       | «Un viaje por tu cuerpo»          | Braulio A. García |          |  |
| 2.                       | «Crónica de un viejo amor»        | Braulio A. García |          |  |
| 3.                       | «Qué tentación»                   | Braulio A. García |          |  |
| 4.                       | «Nuestro viejo 600»               | Braulio A. García |          |  |
| 5.                       | «Patito feo»                      | Braulio A. García |          |  |
| 6.                       | «Llorando ante la tumba del amor» | Braulio A. García |          |  |
| 7.                       | «Trianguloso amoroso»             | Braulio A. García |          |  |
| 8.                       | «Piel de visión»                  | Braulio A. García |          |  |
| 9.                       | «Serenata para el perdón»         | Braulio A. García |          |  |

- Datos: Q20014822